# Kristet samhällsansvar
Kristet Samhällsansvar (KSA) var en lobbygrupp som bildades på initiativ av Lewi Pethrus 1955. Syftet med organisationen var att få kristna kandidater högt upp på de etablerade partiernas valsedlar i de allmänna valen i Sverige. KSA hade nätverk över hela landet och producerade egna broschyrer och affischer.
Ordförande för gruppen var dåvarande biskopen i Skara stift, Sven Danell, som hade anknytningar till centerpartiet. Lewi Pethrus, pingströrelsens ledare och senare den mest pådrivande kraften för bildandet av ett kristet parti KDS (nuvarande Kristdemokraterna)  var vice ordförande i KSA. Birger Ekstedt som var engagerad i Högerpartiet kom senare  att bli Kristdemokraternas första partiledare var KSA:s sekreterare. I början av 1960-talet var även Jarl Hjalmarson, tidigare ledare för Högerpartiet engagerad i rörelsens arbete.Även socialdemokraten och pastor primarius Åke Zetterberg var engerad i KSA.
Kraften som lades ned ledde dock oftast till att kandidaterna fungerade som röstdragare åt partierna men inte fick en sådan placering att de fick något eget mandat. Frustrationen över detta bidrog till  bildandet av Kristen Demokratisk Samling, eller Kristdemokraterna som partiet numera heter.
När KDS bildats 1964 beslutades att organisationen skulle läggas ned och förordade en övergång till Förbundet för kristen fostran.